# Just for Kicks
Just for Kicks ist eine amerikanische Drama-Serie, die auf dem Sender Nickelodeon ausgestrahlt wurde.

## Hintergrund
Whoopi Goldberg wirkte als ausführende Produzentin an dieser Live-Actionserie mit. Diese handelt von vier jungen Mädchen, die in einem erfolgreichen Fußballteam spielen. Die vier Charaktere sind sehr unterschiedlich veranlagt und die Serie beleuchtet ihren Lebenslauf sowohl auf dem Spielfeld als auch im alltäglichen Leben. Es geht inhaltlich darum, dass die vier Schülerinnen beweisen wollen, dass Mädchen genauso gut Fußball spielen (in ihren Augen besser) als Jungen.
Geplant war die Erstausstrahlung in den Vereinigten Staaten bereits für den September 2005, konnte jedoch wegen Unterbrechungen während der Produktion erst am 9. April 2006 ausgestrahlt werden. Die Erstausstrahlung erfolgte im Januar 2006 auf Nick UK & Ireland. Anfangs hieß das Drama „Head to Toe“, später dann „The Power Strikers“ und nach der letzten Namensänderung 2005 „Just for Kicks“. Gedreht wurde die Serie in Los Angeles.
Episodenliste
1. Meet The Power Strikers (Teil 1)
2. Meet The Power Strikers (Teil 2)
3. Boys Do Cry
4. The Right Size
5. I’ll Cry IF I Want To
6. I Love Lucy
7. Freudian Kicks
8. Sisters Before Misters
9. Out Of Time
10. We Aren’t Family
11. Alexa In Charge
12. Waiting For Fleishman
13. The Longest Yarn